# Krigeaje
El krigeaje, krigeado o kriging, también conocido como regresión en procesos Gaussianos, es un método de interpolación geoestadístico de estimación de puntos. Utiliza un modelo de variograma para la obtención de los ponderadores que se dan a cada punto de referencia usado en la estimación. Esta técnica de interpolación se basa en la premisa de que la variación espacial continúa con un mismo patrón homogéneo. Fue desarrollada inicialmente por Danie G. Krige a partir del análisis de regresión entre muestras y bloques de mena, las cuales fijaron la base de la geoestadística lineal.

## Introducción
El kriging puede ser entendido como una predicción lineal o una forma de inferencia bayesiana. Parte del principio: puntos próximos en el espacio tienden a tener valores más parecidos que los puntos más distantes.
La técnica de kriging asume que los datos recogidos de una determinada población se encuentran correlacionados en el espacio. Esto es, si en un vertedero de residuos tóxicos y peligrosos la concentración de zinc en un punto p es x, será muy probable que se encuentren resultados muy próximos a x cuanto más próximos se esté del punto p (principio de geoestadística). Sin embargo, desde una cierta distancia de p, ciertamente no se encontrarán valores próximos a x porque la correlación espacial puede dejar de existir.
Se considera al método de kriging del tipo MELI (Mejor Estimador Lineal Insesgado) o ELIO (Estimador Lineal Insesgado Óptimo): es lineal porque sus estimaciones son combinaciones lineales ponderadas de los datos existentes; y es insesgado porque procura que la media de los errores (desviaciones entre el valor real y el valor estimado) sea nula; es el mejor (óptimo) porque los errores de estimación tienen una variancia (variancia de estimación) mínima.
El término kriging abarca una serie de métodos, el más común es el siguiente:

## Tipos de Kriging

### Kriging simple
Asume que las medias locales son relativamente constantes y de valor muy semejante a la media de la población que es conocida. La media de la población es utilizada para cada estimación local, en conjunto con los puntos vecinos establecidos como necesarios para la estimación.

### Kriging ordinario
Las medias locales no son necesariamente próximas de la media de la población, usándose apenas los puntos vecinos para la estimación. Es el método más ampliamente utilizado en los problemas ambientales.

### Cokriging
Es una extensión de las situaciones anteriores en las que dos o más variables tienen una dependencia espacial y esa variable se estima que no se muestra con la intensidad con la que otros son variables dependientes, con estos valores y sus dependencias para estimar la variable que se requiere.

## Conceptos matemáticos
El método de Kriging utiliza diversas teorías explayadas en la estadística. En tanto, para que esta teoría estadística se vea más clara en el ámbito de aplicación; se explican algunos conceptos.

## Semivariancia y semivariograma

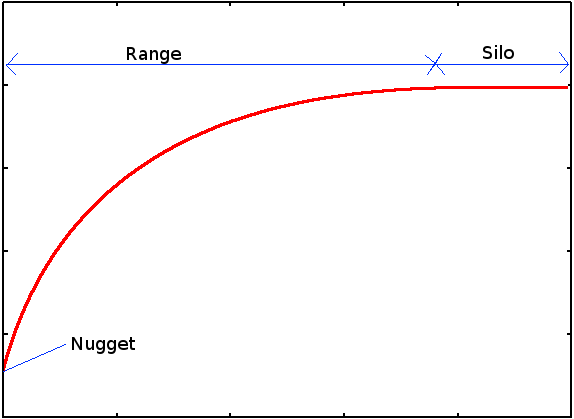
Variograma

Una semivariancia es la medida del grado de dependencia espacial entre dos muestras. La magnitud de la semivariancia entre dos puntos depende de la distancia entre ellos, implicando en semivariancias menores para distancias menores y semivariancias mayores para distancias mayores. El gráfico de las semivariancias en función de la distancia a un punto es llamado de semivariograma. A partir de una determinada distancia, la semivariancia no aumentará más con la distancia y se estabilizará en un valor igual a la variancia media, dando a esa región el nombre de meseta, silo o patamar (sill)[cita requerida]. La distancia entre el inicio del semivariograma al comienzo del silo recibe el nombre de rango. Al extrapolar la curva del semivariograma para la distancia cero, podemos llegar a un valor no nulo de semivariancia. Ese valor recibe el nombre de efecto pepita (Nugget Effect).

### Modelos de Variograma
En el Método de Kriging normalmente son usados cuatro tipos de variogramas: usadas las siguientes variables:
{\displaystyle v\,}: variancia
{\displaystyle c_{0}\,}: nugget
{\displaystyle a\,}: silo
{\displaystyle c_{0}+c\,}: variancia asintótica
{\displaystyle h\,}: distancia de separación

#### Lineal
Este modelo no presenta silla y es muy simple. Su curva puede ser representada por:
{\displaystyle v=c_{0}+ch\,}

#### Esférico
Una forma esférica es la más utilizada en el silo. Su forma es definida por:
{\displaystyle v={\begin{cases}c_{0}+c[1.5({\frac {h}{a}})-0.5({\frac {h}{a}})^{3}],&{\mbox{se }}h<a\\c_{0}+c,&{\mbox{se }}h>a\end{cases}}}

#### Exponencial
La curva de variograma exponencial respeta la siguiente ecuación:
{\displaystyle v=c_{0}+c(1-e^{\frac {-h}{b}})\,}

#### Gaussiano
Una forma gaussiana es dada por:
{\displaystyle v={\begin{cases}c_{0}+c(1-e^{\frac {-h^{2}}{a^{2}}}),&{\mbox{se }}h<a\\c_{0}+c,&{\mbox{se }}h>a\end{cases}}}

## Método de Kriging

### Determinación del semivariograma
Tomando como base una simulación de un sistema de dos dimensiones (2 D) que contienen un número finito de puntos donde es posible una medición de cualquier tamaño. Luego de la adquisición de estos datos, se iniciará la interpolación Kriging buscando alcanzar una mayor resolución. El primer paso es construir un semivariograma experimental. Para tal, se calcula la semivariancia de cada punto en relación con los demás y se ve en un gráfico de la semivariancia por la distancia.
{\displaystyle v(h=d_{ip})={\frac {1}{2n}}\sum _{i=1}^{n}(f_{i}-f_{p})^{2}}
A partir de ese gráfico se estima el modelo de variograma que mejor se aproxima a la curva obtenida. El efecto pepita puede estar presente en el semivariograma experimental y debe ser considerado. Determinado el modelo de semivariograma a ser usado, se inicia la fase de cálculos. Siendo el semivariograma una función que depende de la dirección, es natural que presente valores diferentes conforme la dirección, recibiendo este fenómeno el nombre de anisotropía. Un caso de semivariograma presente una forma semejante en todas las direcciones del espacio, va a depender de h, diciéndose que es una estructura isotrópica, i. e., sin direcciones privilegiadas de variabilidad.

### Cálculo de los Pesos
Considere, para el cálculo del kriging, la siguiente fórmula:
{\displaystyle F(x,y)=\sum _{i=1}^{n}w_{i}f_{i}}
donde {\displaystyle n} es el número de muestras obtenidas, {\displaystyle f_{i}} es el valor obtenido en el punto {\displaystyle i} y {\displaystyle w_{i}} es el peso designado al punto {\displaystyle i}.
A fin de obtener los pesos de cada uno de los {\displaystyle n} puntos, para cada uno de ellos se realiza un cálculo de {\displaystyle w_{1},w_{2},...,w_{n}}. Tal procedimento depende del tipo de kriging que está siendo utilizado. Hacemos hincapié en la siguiente notación:
{\displaystyle w_{j}\,}: peso del j-ésimo punto
{\displaystyle S(d_{ij})\,}: valor de la semivariancia de {\displaystyle d_{ij}}
{\displaystyle \lambda \,}: variable temporaria

#### Kriging ordinario
En ese caso es utilizada la media local de los puntos mostrados. Por consiguiente, debe normalizarse la media de los pesos. Consecuentemente, se tiene un resultado más preciso del Kriging Simple. El uso será de las siguientes ecuaciones para determinar los valores de los pesos en el p-enésimo punto:
{\displaystyle {\begin{cases}w_{1}S(d_{11})+w_{2}S(d_{12})+...+w_{n}S(d_{1n})+\lambda =S(d_{1p})\\w_{1}S(d_{21})+w_{2}S(d_{22})+...+w_{n}S(d_{2n})+\lambda =S(d_{2p})\\\wr \\w_{n}S(d_{n1})+w_{2}S(d_{n2})+...+w_{n}S(d_{nn})+\lambda =S(d_{np})\\w_{1}+w_{2}+...+w_{n}=1\end{cases}}}

#### Kriging Simple
Para este caso, utilizar la media de todos los datos. Implicando, por tanto, que no se normalice en la ubicación promedio de los pesos, como en el anterior. Así, tenemos casi la misma ecuación, excepto por la exclusión de {\displaystyle \lambda } y por la última ecuación. La característica principal de este método es la generación de gráficos más lisos y más estéticamente suaves. Cabe señalar que este caso es menos exacto que el caso anterior. Los valores de los pesos para el p-ésimo punto serán dados por:
{\displaystyle {\begin{cases}w_{1}S(d_{11})+w_{2}S(d_{12})+...+w_{n}S(d_{1n})=S(d_{1p})\\w_{1}S(d_{21})+w_{2}S(d_{22})+...+w_{n}S(d_{2n})=S(d_{2p})\\\wr \\w_{n}S(d_{n1})+w_{2}S(d_{n2})+...+w_{n}S(d_{nn})=S(d_{np})\end{cases}}}

### Obtención de Punto Interpolado
Cuando llegamos a los valores de {\displaystyle w_{1},w_{2},...,w_{n}}, se calculan los valores de {\displaystyle f_{p}}:
{\displaystyle f_{p}=w_{1}f_{1}+w_{2}f_{2}+...+w_{n}f_{n}\,}
De esa manera, se calcula el valor interpolado para todos los puntos deseados. Se resalta que solamente deben ser utilizados los valores adquiridos arriba.

### Interpolando Otros Puntos
La obtención del valor interpolado en otro punto requiere la repetición de todos los cálculos realizados a partir de la obtención del modelo de variograma. De esa forma, para aumentar la resolución que se pretendía, se debe recurrir a métodos matemáticos para la resolución computacional. Diversos códigos se han desarrollados para esa resolución, pero uno de los mejores algoritmos puede ser obtenido del enlace de abajo. Fue inicialmente hecho para lenguaje Fortran, y puede ser recodificado para C con la ayuda de la biblioteca fortran2c , presentándose totalmente en C: